# Pistolet FN 140DA
FN 140DA – belgijski pistolet samopowtarzalny.
Produkcję pistoletu FN 140DA rozpoczęto w 1976 roku. Nowy model miał zastąpić w ofercie firmy pistolet Browning 125 (jego produkcję zakończono ostatecznie w 1980 roku). Poza wersją kalibru 7,65 mm produkowana była wersja kalibru 9 mm Short. Wersja kalibru 9 mm była sprzedawana w USA jako Browning BDA-380.
Poza macierzystymi zakładami FN w Herstal, FN 140DA był produkowany przez firmę Beretta (nie sprzedawała ona tych pistoletów pod własną marką). Pistolety wyprodukowane przez Berettę wyróżniają się wybitą na zamku cechą PB. Produkcję pistoletu FN 140DA zakończono w 1987 roku.

## Opis
FN 140DA jest bronią samopowtarzalną. Zasada działania oparta na odrzucie zamka swobodnego. Mechanizm spustowy kurkowy z samonapinaniem.
Bezpiecznik nastawny. Skrzydełko bezpiecznika po lewej stronie zamka. Po wystrzeleniu ostatniego naboju zamek zatrzymuje się w tylnej pozycji. Zewnętrzny zatrzask zamka znajduje się w górnej części lewej strony chwytu.
FN 140DA jest zasilany z wymiennego, dwurzędowego magazynka pudełkowego o pojemności 13 (7,65 mm) lub 12 (9 mm) naboi, umieszczonego w chwycie. Przycisk zwalniania magazynka znajduje się za kabłąkiem spustowym.
Lufa gwintowana.
Przyrządy celownicze mechaniczne, stałe (muszka i szczerbinka).